# Спирала
 Тази статия е за математическата крива.  За други значения вижте Спирала (пояснение).  
Спиралата (от гр. σπειρα – „извивка“, от лат. spira – „извивка“, „пръстен“) е равнинна трансцендентна крива, която описва намотки около една (или повече) точка, приближавайки или отдалечавайки се от нея. За целта функцията, с която е зададена спиралата, трябва да е монотонна функция.
Спиралата е мощен символ още от времената на древното мегалитно изкуство; тройната спирала играе значителна роля в келтската символика.
Има два вида спирали: алгебрични спирали и псевдоспирали. По повод терминологията е нужно следното уточнение: всички видове спирали са трансцендентни криви, за разлика от алгебричните криви, които се задават с полиноми.
Спиралите обикновено се задават в полярни координати чрез функции, които показват връзката между ъгъла на въртене {\displaystyle \theta } и радиус-вектора на спиралата r. Ако от своя страна обаче тази функция има вид на полином, спиралата се нарича алгебрична спирала. Псевдоспиралите могат да се изразят с уравнения от вида {\displaystyle k=as^{m}}, където k е радиусът на кривината, s е дължината на дъгата, отчитана от началото на спиралата, а a е коефициент.
| Алгебрични спирали | Псевдоспирали |
| Архимедова спирала: {\displaystyle r=a+b\theta } Спирала на Галилей: {\displaystyle r=a\theta ^{2}-d} Спирала на Ферма: {\displaystyle r=a{\sqrt {\theta }}} Параболична спирала: {\displaystyle r=a{\sqrt {\theta }}+d} Хиперболична спирала: {\displaystyle r={\frac {a}{\theta }}} Жезъл на Коутс: {\displaystyle r={\frac {a}{\sqrt {\theta }}}} | Логаритмична спирала: {\displaystyle r=ae^{b\theta }\;} или {\displaystyle k=as} Клотоида: {\displaystyle k={\frac {a}{s}}} |

Коефициентите a, b, d в горните формули се отразяват на графиката на спиралите, като определят единствено посоката на въртене и разстоянието между две съседни намотки.